# HK Olimpija (2004)
Olimpija Ljubljana (stara imena Hokejski klub Olimpija, HD HS Olimpija in HS Toja Olimpija) je slovenski hokejski klub iz Ljubljane, ki je bil ustanovljen leta 2004 kot mladinski podružnični klub HDD Olimpija Ljubljana. Primarna naloga kluba je bila vzgoja in izobraževanje mladih hokejistov ter promocija hokeja na ledu na območju Ljubljane in širše okolice. V sezoni 2017/18 je klub ponovno sestavil člansko ekipo, ki je do konca sezone 2020/21 tekmoval v mednarodni Alpski hokejski ligi (AHL). Od sezone 2021/22 klub tekmuje v najmočnejšem regionalnem tekmovanju ligi ICE (nekdanja liga EBEL).  
HK Olimpija Ljubljana je od svoje ustanovitve član Hokejske zveze Slovenije. 
Generalni sponzor kluba so Slovenske železnice.

## Splošno
HK Olimpija je bil ustanovljen 21. 6. 2004 kot Športno društvo hokejske selekcije Olimpija, leta 2009 pa se je zaradi prepoznavnosti in smiselne skrajšave imena preimenoval v Hokejski klub Olimpija. Od ustanovitve je bil osnovni cilj in naloga kluba zgoja mladih športnikov – hokejistov. 
Med leti 2004 in 2017 se je klub ukvarjal predvsem z vzgojo in izobraževanjem mladih hokejistov ter promocijo hokeja na ledu na območju Ljubljane in širše okolice. Leta 2017 pa je svoje delovanje razširil in ustanovil člansko ekipo, ki tekmuje v Alpski hokejski ligi. HK Olimpija ima pod svojim okriljem vse selekcije - od hokej šole do članov in ženske ekipe.
Za uresničevanje svojih ciljev in skupnih interesov HK Olimpija sodeluje z drugimi domačimi in tujimi hokejskimi klubi ter sorodnimi društvi. Tradicionalno decembr organizira Mednarodni turnir Zmajček za malčke, ki se ga udeleži več kot tristo otrok iz različnih držav. 
Člansko ekipo so tri sezone sestavljali izključno slovenski hokejisti in trenerski štab. Cilj kluba je bil omogočiti razvoj in mednarodne ozkušnje domačim hokejistom in trenerjem. Prvi tujec se je klubu pridružil v sezoni 2020/21 (finski vratar Paavo Hölsä).
Od vstopa generalnega sponzorja Slovenskih železnic leta 2017 uporablja ime HK SŽ Olimpija. V sezono 2024/25 klub vstopa z novim partnerjem, prenovljeno celostno grafično podobo in novim imenom. V novo sezono vstopa kot Olimpija Ljubljana. S prihodom strateškega partnerja kanadskega poslovneža Alexandra Lefebvreja pa okrepljeno nadaljuje nastopanje v najmočnejši avstriski ligi ICEHL. 

#### Trenerska ekipa
Trener članske ekipe: Antti Karhula; pomočnik trenerja: Jarmo Sainio; trener vratarjev: Anže Ulčar
Trenerji mlajših kategorij: Igor Beribak, Ildar Rahmatullin, Matic Kralj, Andrej Hebar, Andraž Burazin, Andraž Praprotnik in ostali.

#### Operativno vodstvo kluba
Predsednik: Miha Butara
Direktor kluba: Anže Ulčar
Generalni sekretar: Mark Sever

## Uspehi
Največji uspeh kluba je osvojitev vseh naslovov v sezoni 2018/19, in sicer naslov prvaka Alpske hokejske lige, naslov državnega prvaka in naslov pokalnega prvaka. V sezoni 2019/20 zaradi epidemije covid-19 tekmovanja niso bila izpeljana, v sezoni 2020/21 je klub osvojil naslov pokalnega prvaka Slovenije in naslov prvaka Alpske hokejske lige. 
V sezoni 2021/22 je klub vstopil v ICEHL, moštvo se je v tej sezoni uvrstilo v četrtfinale, kjer jih je v sedmi tekmi izločil VSV.  
V sezoni 2022/23 je klub kot prvi slovenski hokejski klub nastopil v Champions Hockey League. 
- Slohokej liga
  - Podprvak (2): 2010/11, 2011/12

- EBYSL
  - Prvak (1): 2013/14

- Alpska hokejska liga
  - Prvak (2): 2018/19, 2020/21

- Slovenska hokejska liga
  - Prvak (4): 2018/19, 2021/22, 2022/23, 2023/24
  - Podprvak (2): 2017/18, 2020/21
- Pokal Slovenije
  - Prvak: 2022/23
  - Prvak: 2021/22
  - Prvak: 2019/20
  - Prvak: 2018/19
  - Podprvak: 2017/18

## Znameniti hokejisti
Glej tudi Kategorija:Hokejisti HD HS Olimpija.
- Matej Hočevar
- Ivo Jan
- Egon Murič
- Žiga Pance
- Matija Pintarič
- Aleš Sila
- Bojan Zajc
- Aleš Mušič
- Aleš Kranjc